# Deutschland-Rundfahrt 1951
| Endstand nach der 14. Etappe |                        |                          |
| Sieger                       | Guido De Santi         | 93:12:16 h (33,854 km/h) |
| Zweiter                      | Fritz Schär            | + 3:03 min               |
| Dritter                      | Raymond Impanis        | + 6:10 min               |
| Vierter                      | Jean Kirchen           | + 9:17 min               |
| Fünfter                      | Edward Peeters         | + 9:49 min               |
| Sechster                     | Roger Gyselinck        | + 17:10 min              |
| Siebter                      | Matthias Pfannenmüller | + 26:11 min              |
| Achter                       | Marcel Hendrickx       | + 28:44 min              |
| Neunter                      | Hubert Schwarzenberg   | + 32:56 min              |
| Zehnter                      | Giovanni Corrieri      | + 33:17 min              |
| Bergwertung                  | Edward Peeters         | 15 P.                    |
| Zweiter                      | Fritz Schär            | 9 P.                     |
| Dritter                      | Hubert Schwarzenberg   | 9 P.                     |

Das Radrennen Deutschland-Rundfahrt, eine Vorgängerin der späteren Deutschland Tour, wurde vom 21. Juli bis 4. August 1951 ausgetragen. Sie führte von Hannover über 3.155 Kilometer zurück nach Hannover. Bei 16 Etappen gab es einen Ruhetag.
Es gingen 54 Fahrer in sechs deutsche Werks- und drei Nationalteams an den Start. Alle ausländischen Fahrer starteten mit Radmaterial der deutschen Werksmannschaften. Die Verteilung wurde durch ein Losverfahren bestimmt. Alle damals bestehenden deutschen Radsportteams waren vertreten: Bismarck, Dürkopp, Express, Heidemann, Rabeneick und Patria WKC. Das Ziel erreichten 33 Starter, wobei der Sieger die Distanz mit einem Stundenmittel von 33,854 km/h zurücklegte.
Erstmals gab es bei der Rundfahrt zwei Einzelzeitfahren über insgesamt 129 Kilometer. Dort legte der spätere Gesamtsieger Guido De Santi aus Italien den Grundstein für seinen Tour-Sieg. Er lag knapp über drei Minuten vor Fritz Schär aus der Schweiz. Für die deutschen Fahrer wurde es ein Desaster. Matthias Pfannenmüller beendete mit über 26 Minuten Rückstand die Rundfahrt als bester Deutscher auf dem siebten Platz. Die Bergwertung sicherte sich der belgische Fahrer Edward Peeters. Vorjahressieger Roger Gyselinck musste sich mit dem sechsten Platz in der Gesamtwertung begnügen.
Zum Ende der 3. Etappe ereignete sich am 24. Juli 1951 in Bonn eine Kuriosität, die lange Zeit unvergessen blieb. Der Belgier Roger Decorte stürzte auf der Rheindorfer Straße in Bonn-Beuel, wodurch sein Fahrrad stark beschädigt wurde. Kurzerhand entriss er einer Zuschauerin das Damenrad, auf dem er als Fünfter die Ziellinie in Bonn erreichte. An der Römerstraße quittierten die Zuschauer diesen Erfolg auf dem Damenfahrrad mit Raunen. Zuvor kamen Raymond Impanis als Erster und Hermann Schild als Zweiter ins Ziel; der Bonner Jupp Sauerborn belegte Platz 12.

## Etappen
| Etappen        | Tag       | Start – Ziel                   | km       | Etappensieger           | Gesamterster    |
| -------------- | --------- | ------------------------------ | -------- | ----------------------- | --------------- |
| 1. Etappe      | 21. Juli  | Hannover – Bielefeld           | 212      | Edward Peeters          | Edward Peeters  |
| 2. Etappe      | 22. Juli  | Bielefeld – Essen              | 223      | Hermann Schild          | Hermann Schild  |
| 3. Etappe      | 24. Juli  | Essen – Bonn                   | 259,4    | Raymond Impanis         | Hermann Schild  |
| 4. Etappe      | Juli      | Bonn – Mannheim                | 264      | Edward Peeters          | Hermann Schild  |
| 5. Etappe      | Juli      | Mannheim – Karlsruhe           | 215,3    | Karl Weimer             | Hermann Schild  |
| 6. Etappe      | Juli      | Karlsruhe – Waldshut           | 238,2    | Hubert Schwarzenberg    | Raymond Impanis |
| 7. Etappe      | Juli      | Waldshut – Ravensburg          | 250      | Günther Pankoke         | Raymond Impanis |
| 8. Etappe      | Juli      | Ravensburg – Augsburg          | 237,2    | Giovanni Corrieri       | Raymond Impanis |
| 9. Etappe      | Juli      | Augsburg – Bad Reichenhall     | 206      | Heinz Müller            | Raymond Impanis |
| 10. Etappe (a) |           | Bad Reichenhall – Obersalzberg | 65 (EZF) | Guido De Santi          | Guido De Santi  |
| 10. Etappe (b) |           | Bad Reichenhall – Rosenheim    | 85       | Sepp Berger             | Guido De Santi  |
| 11. Etappe     |           | Rosenheim – Nürnberg           | 206,6    | Edward Peeters          | Guido De Santi  |
| 12. Etappe     |           | Nürnberg – Fulda               | 230,3    | Heinrich Schultenjohann | Guido De Santi  |
| 13. Etappe (a) | August    | Fulda – Kassel                 | 136,2    | Peter Schulte           | Guido De Santi  |
| 13. Etappe (b) | August    | Kassel – Göttingen             | 64 (EZF) | Fritz Schär             | Guido De Santi  |
| 14. Etappe     | 4. August | Göttingen – Hannover           | 203,1    | Ludwig Hörmann          | Guido De Santi  |